# Damallsvenskan 1990
Die Damallsvenskan 1990 war die 3. Spielzeit der Damallsvenskan, der höchsten Spielklasse im schwedischen Frauenfußball. Die Spiele fanden zwischen dem 21. April und dem 29. September 1990 statt. Es folgte eine Play-off-Runde, die mit dem Finalrückspiel am 3. November 1990 endete. Zu dieser Saison wurde die Dreipunkteregel eingeführt.
Malmö FF setzte sich sowohl in der regulären Saison als auch in den Play-offs durch und gewann seine zweite Meisterschaft. Den Titel der „Skyttedrottningar“ (Torschützenkönigin) holte sich wie im Vorjahr Lena Videkull vom Meister Malmö mit 21 erzielten Toren. Der Tabellenletzte Strömsbro IF schloss die Saison ohne Punktgewinn ab.

## Tabelle
| Pl. | Verein          | Sp. | S  | U | N  | Tore    | Diff. | Punkte |
| --- | --------------- | --- | -- | - | -- | ------- | ----- | ------ |
| 1.  | Malmö FF        | 22  | 17 | 0 | 5  | 051:190 | +32   | 34     |
| 2.  | Öxabäck IF (P)  | 22  | 15 | 3 | 4  | 064:330 | +31   | 33     |
| 3.  | Jitex BK (M)    | 22  | 14 | 3 | 5  | 051:260 | +25   | 31     |
| 4.  | Sunnanå SK (N)  | 22  | 11 | 5 | 6  | 047:260 | +21   | 27     |
| 5.  | Djurgårdens IF  | 22  | 11 | 4 | 7  | 060:270 | +33   | 26     |
| 6.  | Gideonsbergs IF | 22  | 9  | 5 | 8  | 033:390 | −6    | 23     |
| 7.  | Mariestads BoIS | 22  | 8  | 6 | 8  | 044:410 | +3    | 22     |
| 8.  | Hammarby IF     | 22  | 8  | 4 | 10 | 034:250 | +9    | 20     |
| 9.  | Wä IF (N)       | 22  | 7  | 3 | 12 | 025:490 | −24   | 17     |
| 10. | GAIS Göteborg   | 22  | 6  | 5 | 11 | 024:350 | −11   | 17     |
| 11. | Mallbackens IF  | 22  | 6  | 2 | 14 | 020:480 | −28   | 14     |
| 12. | Strömsbro IF    | 22  | 0  | 0 | 22 | 007:720 | −65   | 0      |

| (M) | Schwedischer Meister 1989          |
| (P) | Pokalsieger 1989                   |
| (N) | Aufsteiger aus der Division 1 1989 |

## Play-offs

### Halbfinale
|            | Gesamt |            | Hinspiel | Rückspiel |
| ---------- | ------ | ---------- | -------- | --------- |
| Jitex BK   | 1:6    | Malmö FF   | 1:2      | 0:4       |
| Sunnanå SK | 06:13  | Öxabäck IF | 0:4      | 6:9       |

### Finale
|            | Gesamt |          | Hinspiel | Rückspiel |
| ---------- | ------ | -------- | -------- | --------- |
| Öxabäck IF | 1:4    | Malmö FF | 1:2      | 0:2       |

## Statistik
491 Tore fielen in den 138 Spielen. Dies entspricht einem Schnitt von 3,56. Der Zuschauerschnitt lag bei 157.